# 198

198(백구십팔)은 197보다 크고 199보다 작은 자연수다.

## 수학
- 합성수로, 그 약수는 총 12개다. (1, 2, 3, 6, 9, 11, 18, 22, 33, 66, 99, 198)
  - 198의 진약수의 합은 270이므로, 198은 과잉수다.
- {\displaystyle 198=97+101}
  - 연속하는 두 소수(素數)의 합으로 나타낼 수 있으며, 이 성질을 지닌 앞의 수는 186, 다음 수는 204다.
- 네 자연수의 제곱합으로 나타내는 방법이 10가지인 가장 작은 수다.[a]
- {\displaystyle 89^{2}-1}은 198로 나누어떨어진다.

## 과학
- 금-198: 금의 방사선 동위 원소.
- NGC 198: 물고기자리 방향에 있는 나선은하.

## 교통
- 일본 198번 국도: 후쿠오카현 기타큐슈시 모지구의 모지코에서 산바시도리 교차로까지 이어지는 일본의 국도.
- 현도 제198호선

## 군사
- U-198(영어판, 독일어판): 제2차 세계 대전에 사용된 나치 독일의 군용 잠수함.

## 문화유산
- 대한민국의 국보 제198호: 단양 신라 적성비
- 대한민국의 보물 제198호: 경주 남산 불곡 마애여래좌상
- 대한민국의 사적 제198호: 고양 서오릉

## 방송
- B tv 케이블의 토마토집통 채널 번호.

## 기타
- 연도: 198년, 기원전 198년